# 775
775 (DCCLXXV) je bilo navadno leto, ki se je po julijanskem koledarju začelo na nedeljo.

## Dogodki
- 1. januar

## Smrti
- 6. oktober - Abu Džafar al-Mansur, drugi kalif Abasidskega kalifata (* 714)
- Konstantin V. Kopronim, cesar Bizantinskega cesarstva od 741-775